# Vitesse initiale (biochimie)
La vitesse initiale, vi, d'une réaction enzymatique est la vitesse d'une réaction chimique catalysée par une enzyme, mesurée au début de la réaction, juste après que la vitesse a atteint une valeur stationnaire, et avant que les concentrations en substrats et produits de la réaction n'aient varié significativement.   

## Justification
L'interprétation de la façon dont les vitesses initiales, mesurées dans des expériences distinctes, varient avec les paramètres expérimentaux (concentration en réactifs) est beaucoup plus simple que l'interprétation d'une expérience dans laquelle les concentrations en réactifs et la vitesse varient au cours du temps. Les équations pour la vitesse stationnaire initiale sont aussi beaucoup plus simple à dériver et à utiliser que celles qui décrivent l'évolution de la vitesse de la réaction en fonction du temps. Par exemple il n’est pas nécessaire de prendre en compte la réaction inverse, qui ne peut pas se passer s’il n’y a pas encore de produits.  
On peut bien sûr mesurer et interpréter des vitesses initiales même dans les cas où la cinétique n'est pas michaelienne.  

## Historique
Cette approche méthodologique a été introduite en 1913 par Leonor Michaëlis et Maud Menten dans une étude de l’invertase,. Grâce à cette méthode, les complications dues à la progression de la réaction disparaissaient : l’inhibition par les produits accumulés, la perte d’activité de l’enzyme au cours du temps, et, dans le cas des méthodes polarimétriques utilisées pour étudier l’invertase, la mutarotation spontanée des produits.
Cent ans plus tard, c'est encore l'approche standard en cinétique enzymatique.

## Confusion à éviter
La plupart des réactions chimiques (mais pas toutes) ralentissent jusqu'à s'arrêter. La vitesse de la réaction est donc la plus grande au début de la réaction. Si l'on choisit de dire que la vitesse est maximale au début de la réaction, il faudra ne pas confondre avec la signification distincte et habituelle de l'expression vitesse maximale en cinétique enzymatique, qui est la vitesse stationnaire observée dans des conditions de saturation en substrat quand la cinétique est Michaelienne.  
Ne pas confondre donc l'évolution temporelle de la vitesse (la vitesse est maximale au début de la réaction) et l'évolution de la vitesse initiale avec la concentration en substrat (la vitesse initiale stationnaire est maximale à concentration en substrat infinie, dans les cas où la cinétique est michaelienne). 